# Japansk paradismonark
Japansk paradismonark (Terpsiphone atrocaudata) är en fågel i familjen monarker inom ordningen tättingar.

## Kännetecken

### Utseende
Japansk paradisflugsnappare är en svart, brun och vit fågel, lik både sydöstasiatisk paradismonark och amurparadismonark, men är något mindre. Kroppslängden är 35-45 cm för hanen, inklusive den för släktet typiska mycket långa stjärten, och 17-18 cm för honan.
Adulta hanen har svart huva med purpurblå glans som övergår i gråsvart på bröstet. Undersidan är smutsvit eller vit. Ovansidan är enfärgat mörkt kastanjebrun. Den svarta stjärten har extremt förlängda centrala stjärtfjädrar, kortare hos unghanar. Till skillnad från sina nära släktingar saknar den en vit färgmorf.

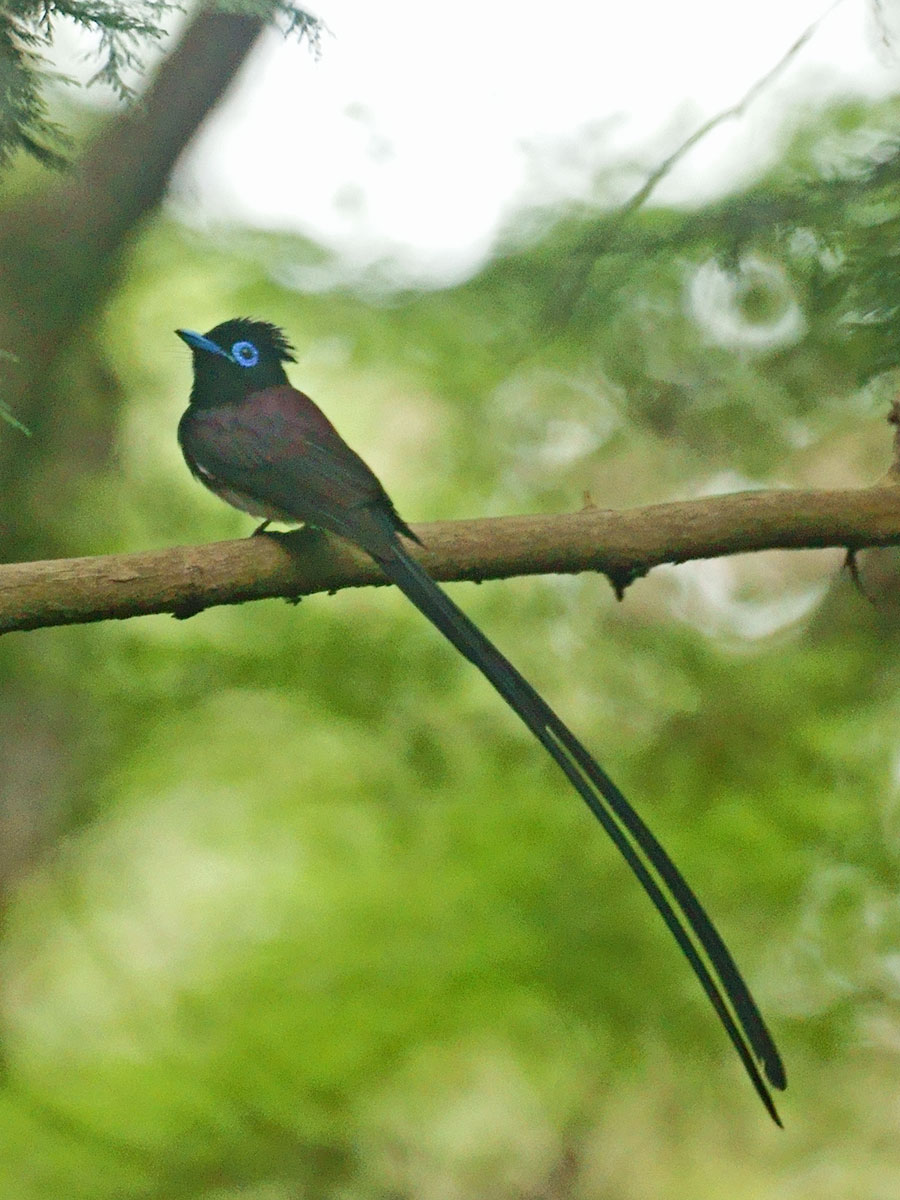
Hane japansk paradismonark

Honan liknar hanen är lik hanen men är mattare och mer mörkbrun där hanen är kastanjefärgad. Fågeln har svarta ben och fötter, en kort, blå näbb och ett stort svart öga med blå ögonring.
Underarterna (se nedan) skiljer sig något åt, där fåglar i Ryukyuöarna är mindre och mörkare och sydligaste periophthalmica lilasvart ovansida och är vit endast på buken.

### Läten
Sången beskrivs som ett något raspigt, visslande "tski-hi-hoshi hoi-hoi-hoi" eller "fi-chii hoihoihoi". Bland lätena hörs grova "gii" eller "bii" samt gnälliga "jouey".

## Utbredning och systematik
Japansk paradismonark delas in i tre underarter med följande utbredning:
- Terpsiphone atrocaudata atrocaudata – häckar i Sydkorea och Japan (Honshu, Shikoku och Kyushu); flyttar vintertid till Malackahalvön, Sumatra och västra Java
- Terpsiphone atrocaudata illex – Ryukyuöarna i södra Japan
- Terpsiphone atrocaudata periophthalmica – enbart ön Lanyu utanför sydöstra Taiwan och Batan i allra nordligaste Filippinerna; flyttar vintertid till norra och västra Filippinerna Luzon, Mindoro och Palawan)

Underarterna skiljer sig något åt i både utseende och läten och kan därför möjligen utgöra olika arter. Tillfälligt har den påträffats i sydöstra Ryssland.

## Levnadssätt
Japansk paradismonark hittas i skuggiga, gamla lövskogar i tempererade områden, längre söderut i subtropisk städsegrön skog, upp till 1000 meters höjd. Kunskapen om födan är begränsad, annat att den är en insektsätare. Fågeln häckar från slutet av maj till augusti i Japan, från mars till augusti med ägg funna mellan slutet av mars och slutet av juni på Batan.

## Status
Arten har ett stort utbredningsområde och beståndet anses vara stabilt. Internationella naturvårdsunionen IUCN listar den därför som livskraftig (LC).